# Lofthus

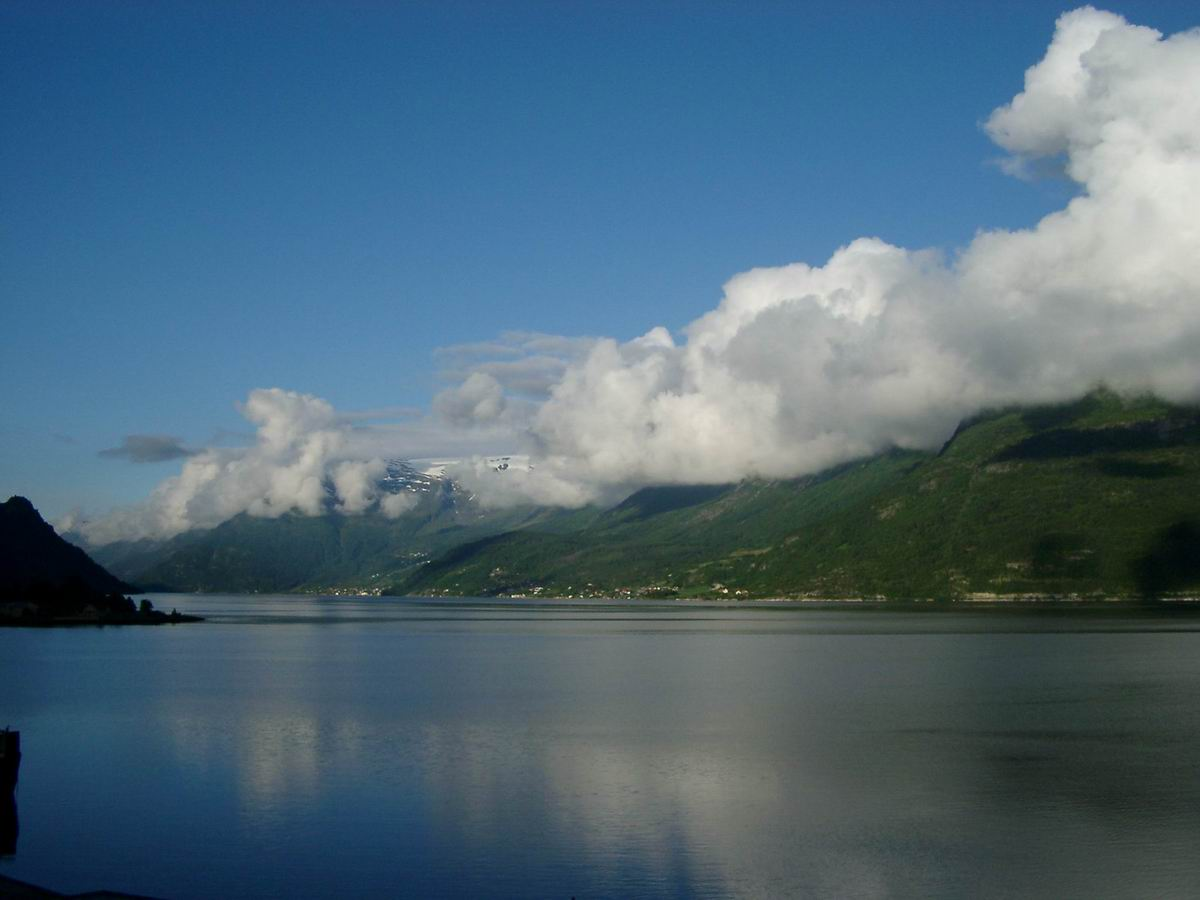
Lofthus am Hardangerfjord, im Hintergrund die Ausläufer der Hardangervidda (2004)

Lofthus ist eine Siedlung mit etwa 565 Einwohnern innerhalb der Kommune Ullensvang im norwegischen Fylke Vestland. Sie liegt in der touristisch bedeutsamen Region Hardanger.

## Geographie
Lofthus liegt am Sørfjord (Hardanger), einem 38 km langen südlichen Seitenarm des Hardangerfjords. Der Ort grenzt im Osten an den Nationalpark Hardangervidda, Europas größtes Gebirgsplateau (höchster Punkt, Haarteigen, 1690 m).

## Wirtschaft und Kultur

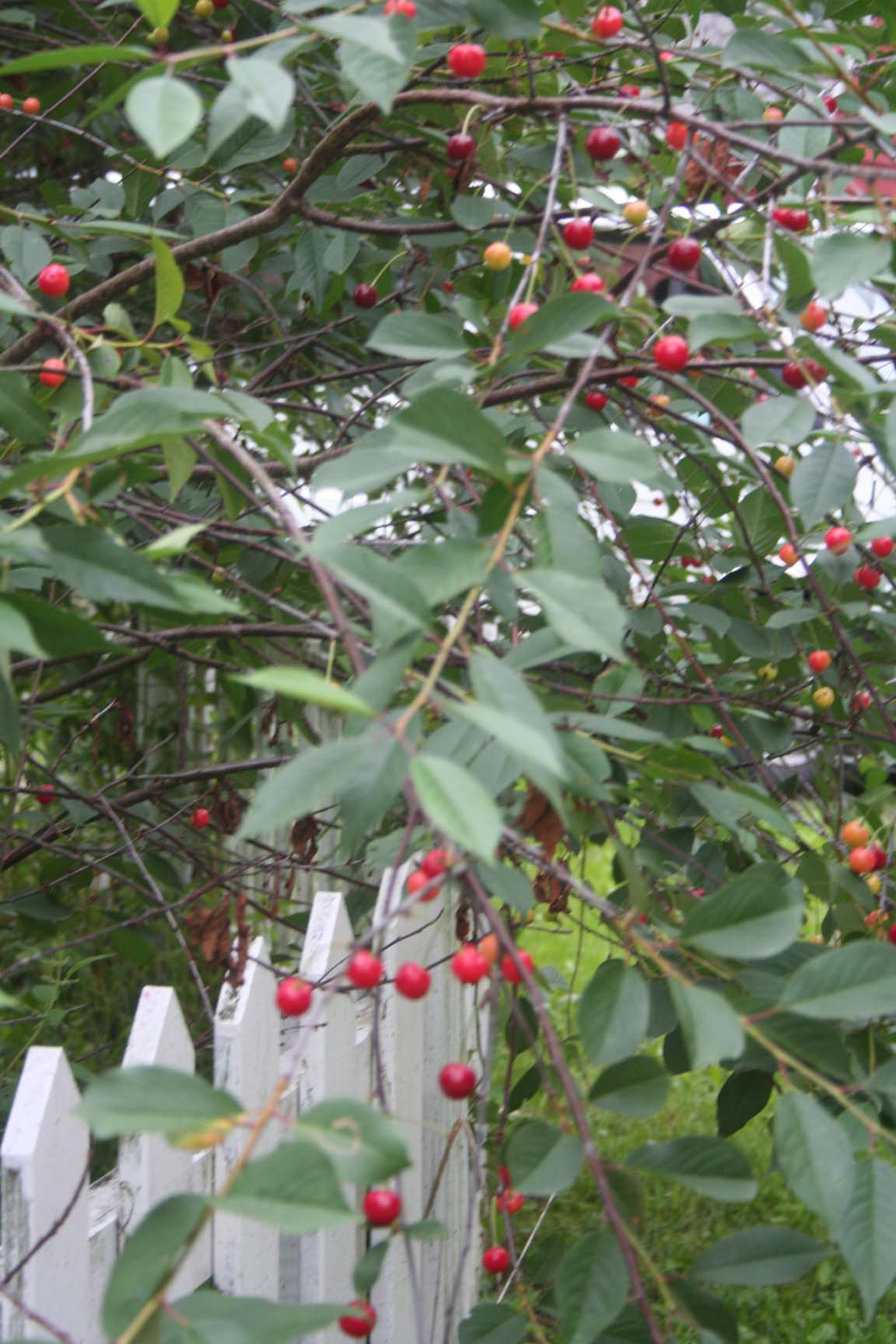
Hardangerkirschen, in Landessprache moreller. (2007)

Lofthus ist die norwegische Hauptstadt der Süßkirschen. Jährlich im Sommer wird das Kirschenfestival veranstaltet, wo auch die norwegische Meisterschaft im Kirschkern-Weitspucken abgehalten wird (Rekord: 14,24 m, S. Kleivkaas). Weiterhin werden in der Region um Lofthus Äpfel und Pflaumen angebaut. Der Tourismus ist ebenfalls ein bedeutender Wirtschaftsfaktor.

## Verkehrsanbindung
Durch Lofthus führt der Riskvei (RV) 13. Die Schiffsanlegestelle im Ort wird von den Passagierschiffen der Schifffahrtsgesellschaften Norled und The Fjords angelaufen.

## Sehenswürdigkeiten
Edvard Grieg verbrachte viele Sommer in Lofthus und wohnte in dem heute noch existierenden Hotel Ullensvang. In der Natur der Hardangerregion ließ sich Grieg für sein Schaffen inspirieren. Um ungestört komponieren zu können, ließ er sich eine sogenannte Komponistenhütte bauen, die man im Garten des Hotels besichtigen kann.
Weitere Sehenswürdigkeiten der Region sind die mittelalterlichen Kirchen (erbaut um 1300) und verschiedene Wasserfälle sowie die Blütensaison im Mai.

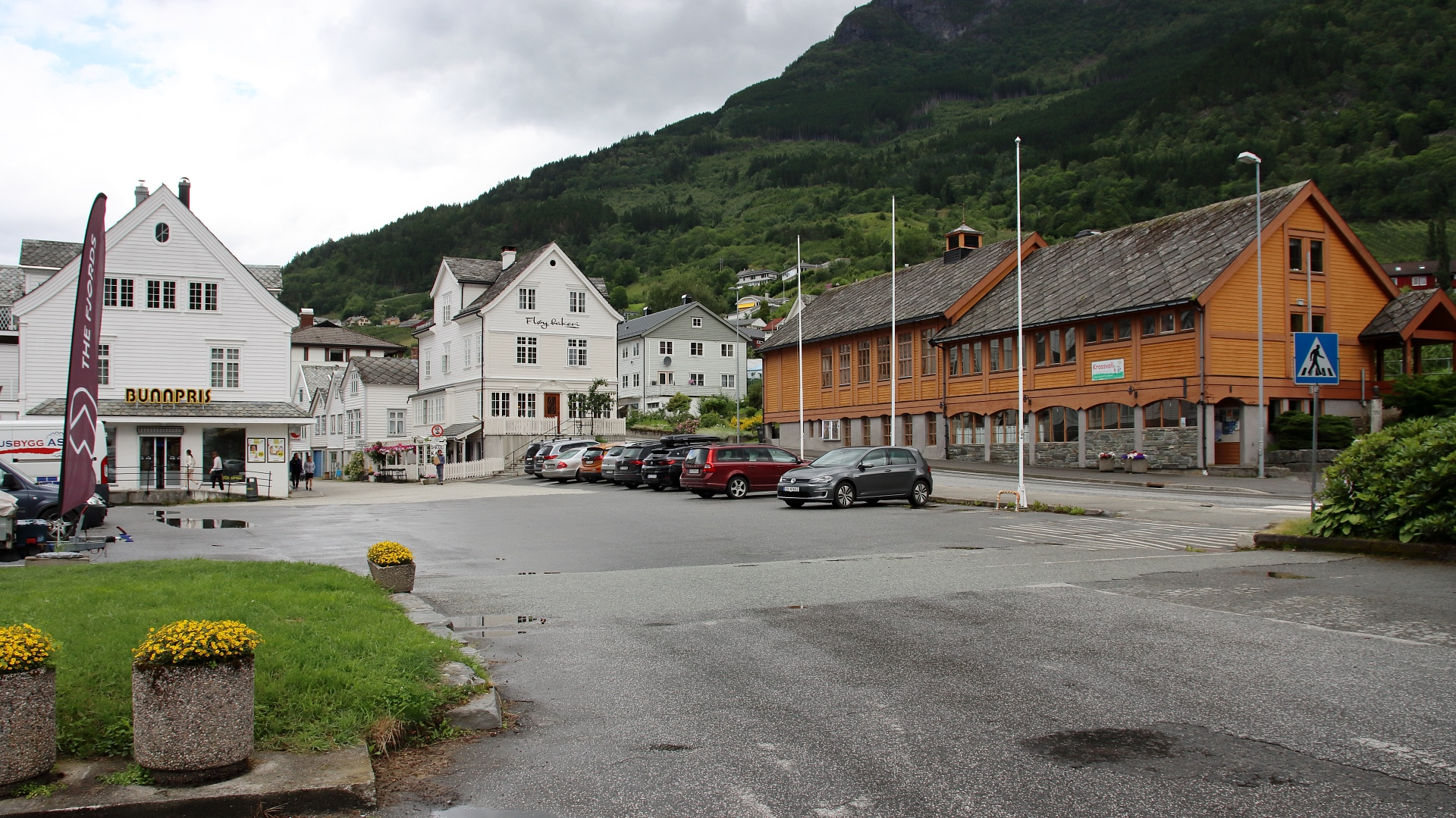
Ortsmitte von Lofthus
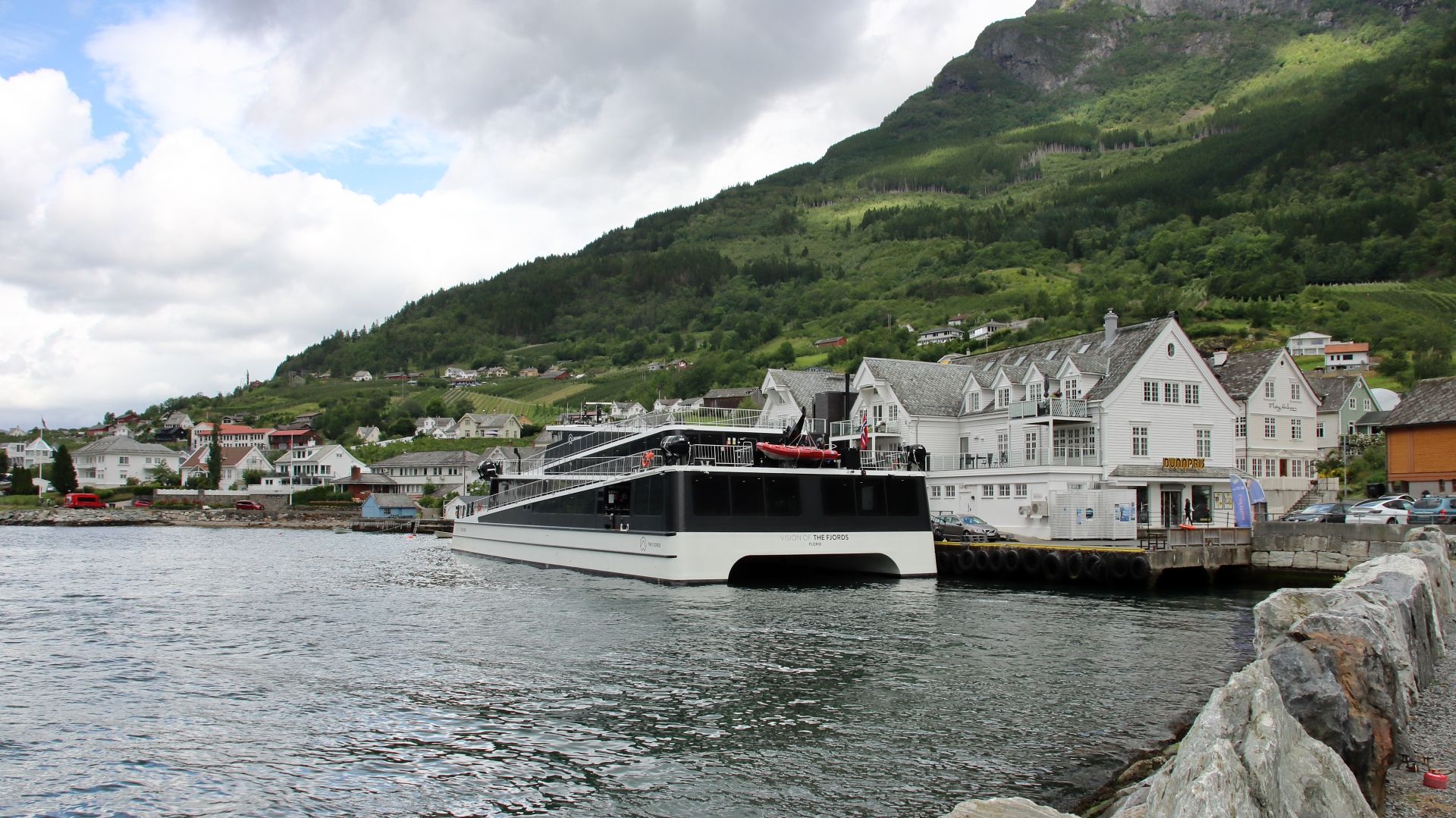
Die Elektrofähre Vision of the Fjords liegt in Lofthus
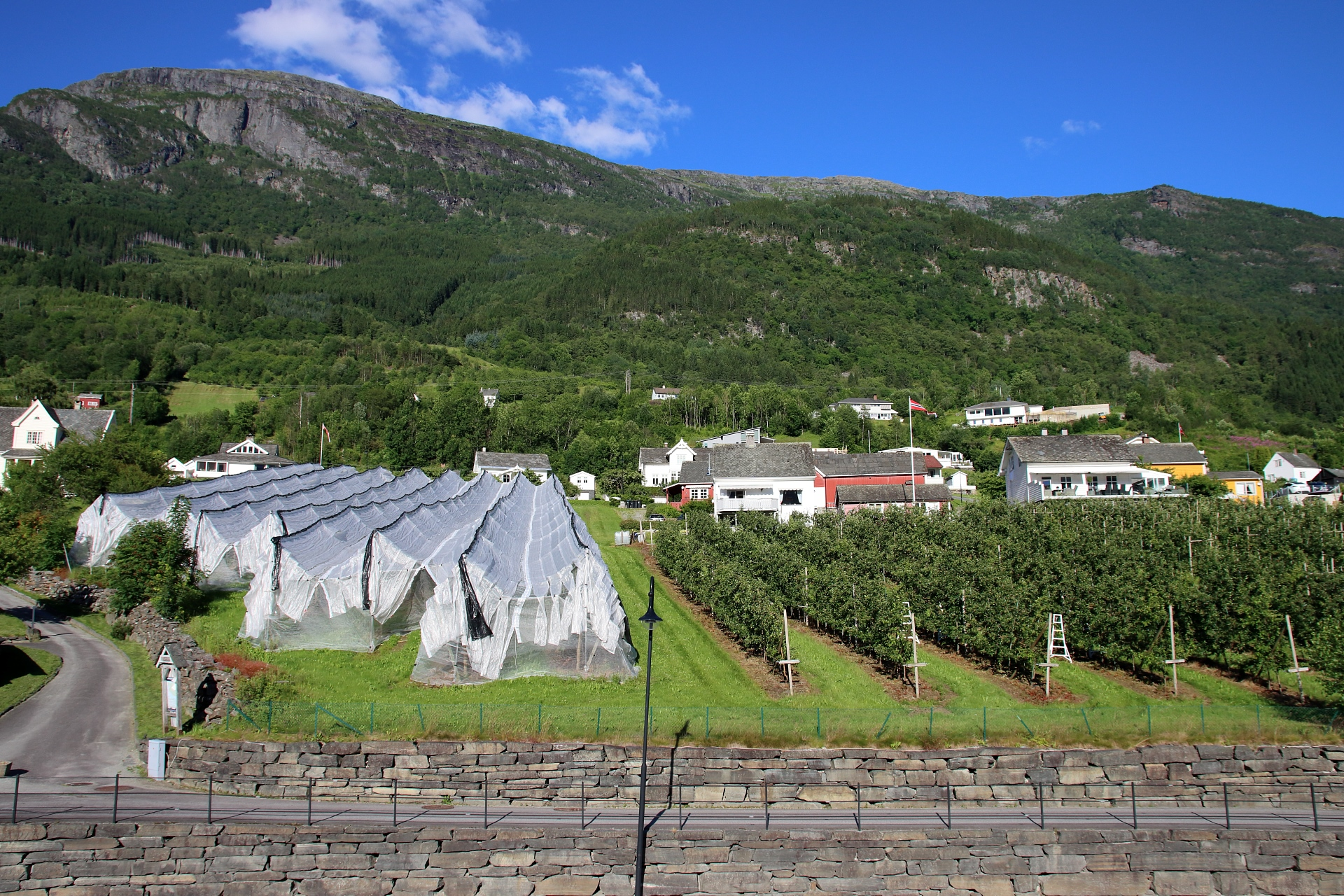
Obstanbau in Lofthus
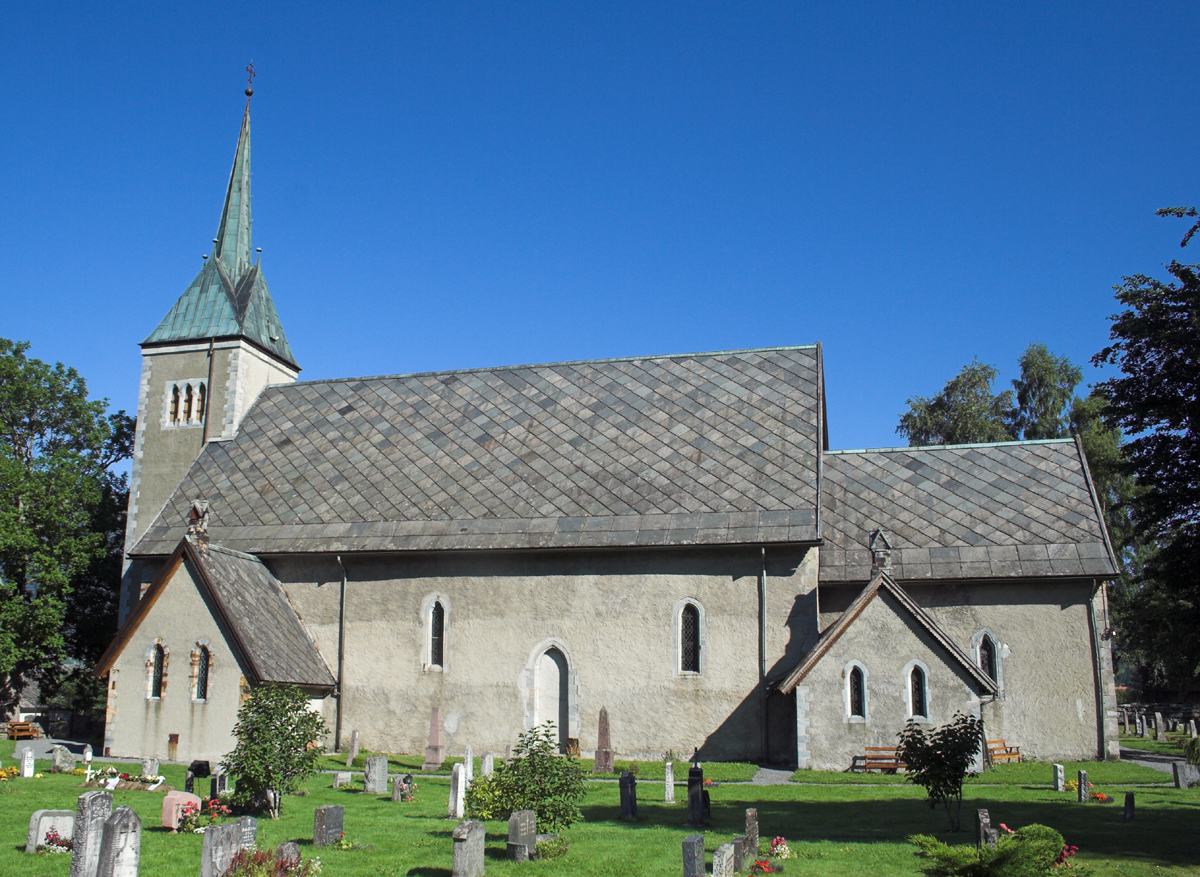
Ullensvang Kirche
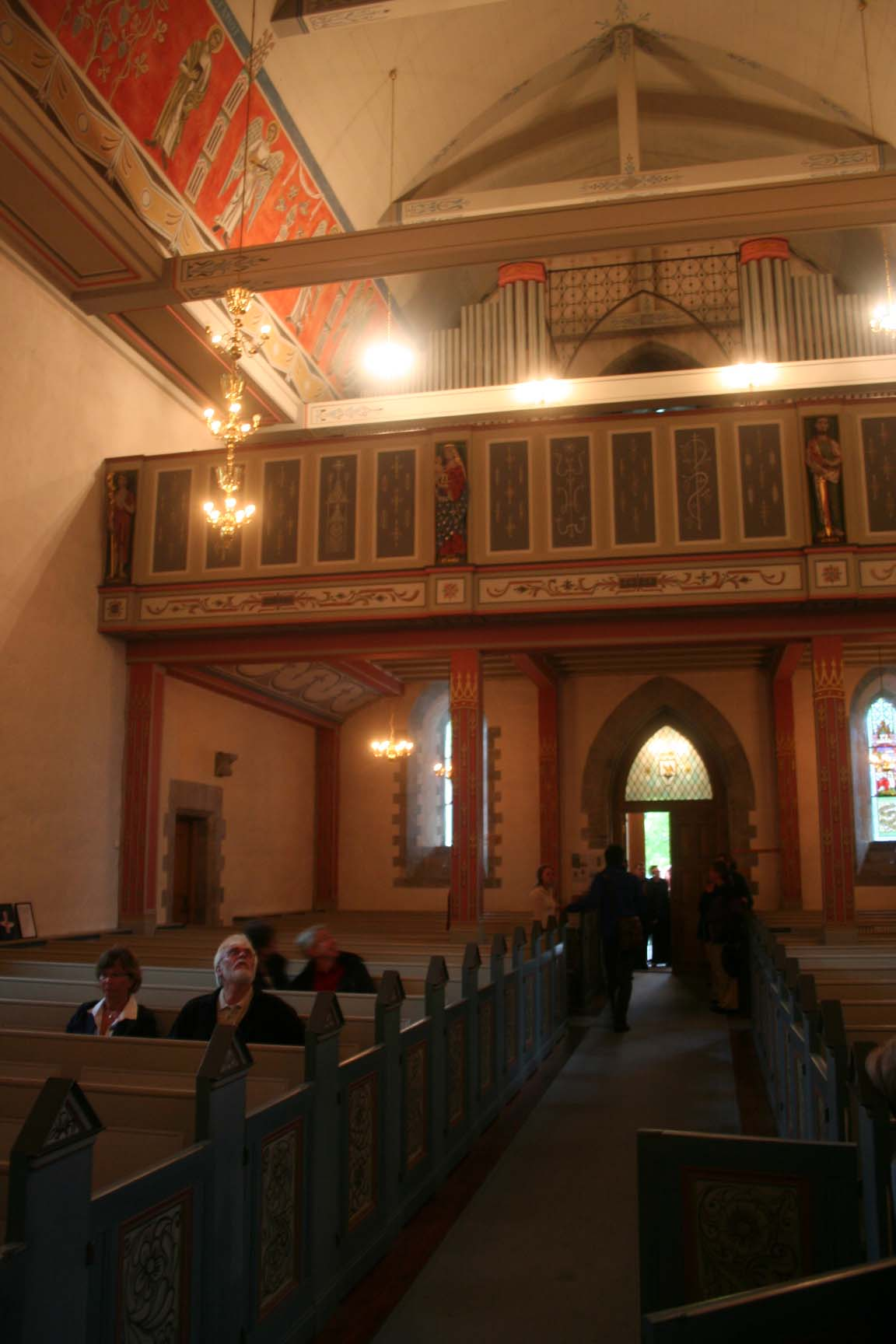
Innenraum der Kirche
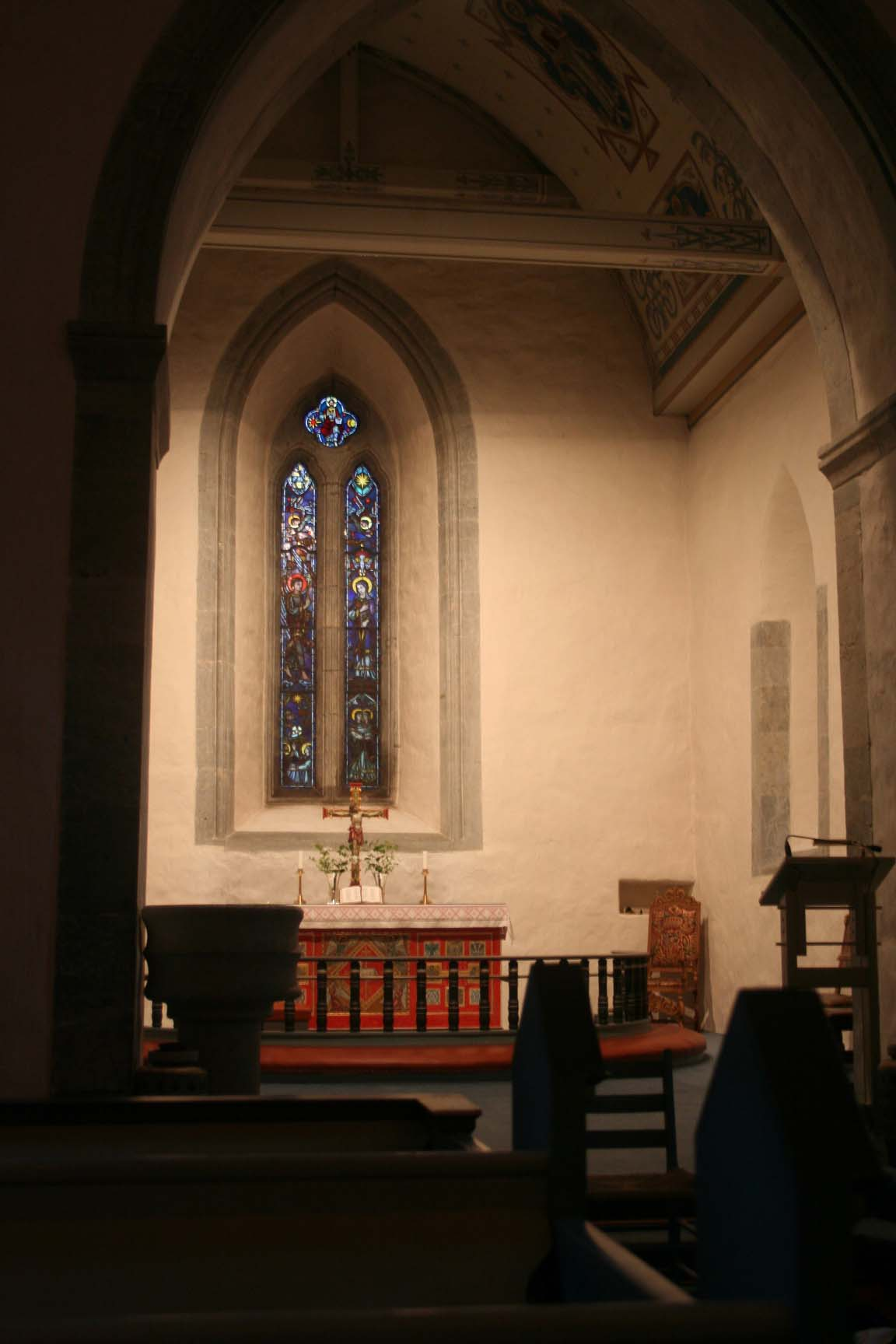
Chor

## Freizeit und Tourismus
Von Lofthus bieten sich gute Wandermöglichkeiten zu den nahe liegenden Wasserfällen der Hardangervidda an. Im Sommer gibt es ein reichhaltiges kulturelles Angebot. Mehrere Hotels und ein Campingplatz bieten Übernachtungsmöglichkeiten.